# Megachile prudens
Megachile prudens är en biart som beskrevs av Mitchell 1930. Megachile prudens ingår i släktet tapetserarbin, och familjen buksamlarbin. Inga underarter finns listade i Catalogue of Life.